# Salah Ed-Din-borgen

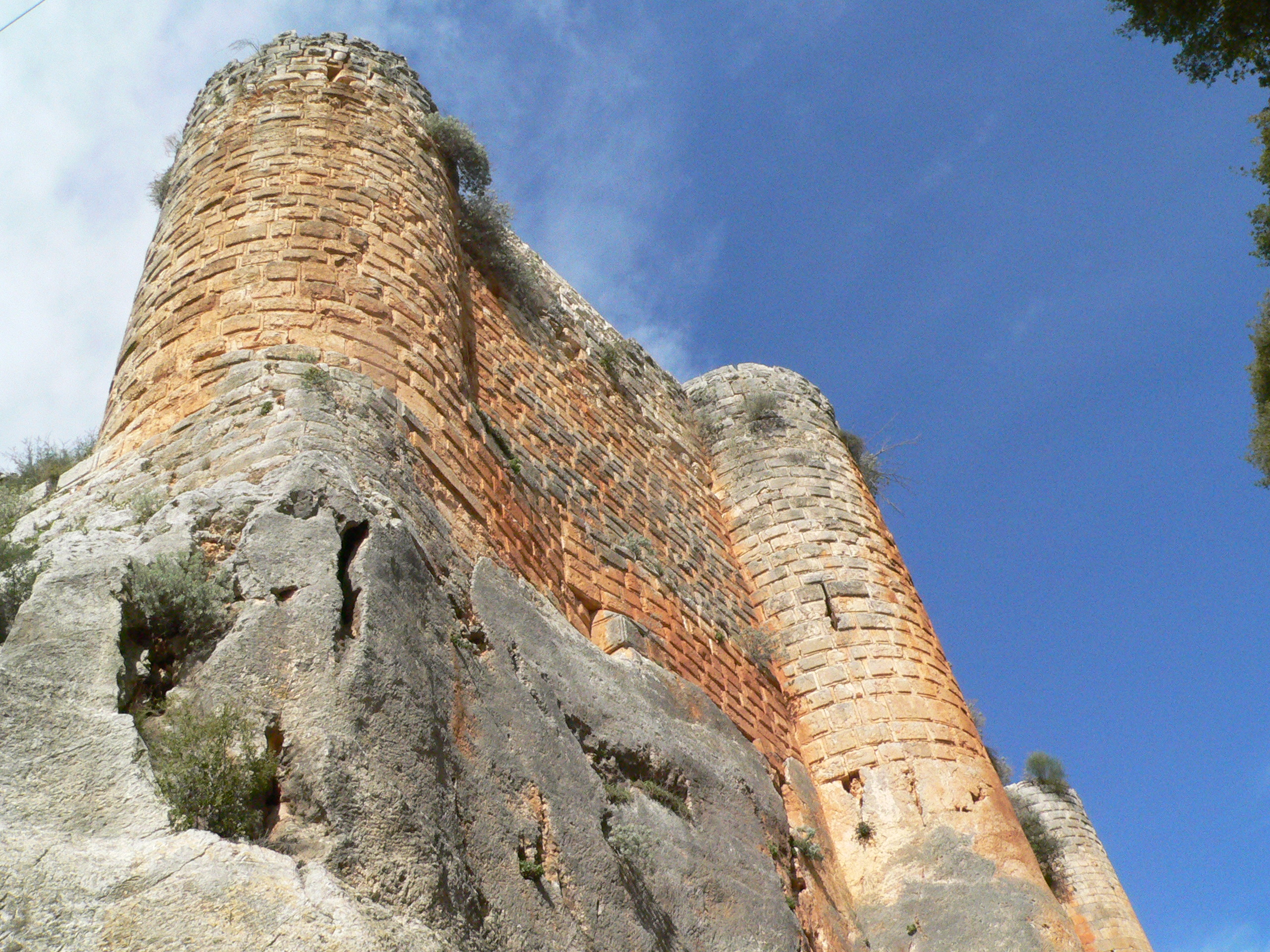
Salah Ed-Din

Salah Ed-Din-borgen eller Qal'at al-Sahyun (arabiska Qal’at Salah Al-Din ) var en korsfararborg i västra Syrien ca 24 öster om hamnstaden Latakia i provinsen Latakia.
Platsen upptogs tillsammans med Krak des Chevaliers (Qal'at Al-Hosn) på Unescos världsarvslista 2006.

## Historia
Borgen uppfördes under Bysantinska riket på 1000-talet troligen över ruiner från en fenicisk befästning och fungerade som en strategisk utpost för korsriddarnas räder och angrepp. Det dominerande läget och de befästningsarbeten som företogs i slutet av 1200-talet gjorde den praktiskt taget ointaglig för anfallande styrkor. Borgen användes av Johanniterorden och utsattes för en rad belägringar innan den 1188 intogs av Saladin. Senare fortsatte befästningsarbeten även under Ayyubid-dynastin i början på 1300-talet.
Fram till 1965 kunde man endast nå borgen till fots efter en mycket krävande klättring.

## Byggnaden
Borgen ligger på kanten till en ca 150 m hög klippa och är avskuren från den övriga klippan genom en ca 18 m bred, ca 28 m djup och ca 155 m lång klyfta.
Idag är borgen till större delen en ruin förutom ytterväggarna. Nära ingången finns två imponerande korsfararbastioner bevarade och synliga ruiner finns även efter en korsfararkyrka, två bysantinska kapell och de stora vattencisternerna.
Borgen mäter över 4 800 m² och kunde härbärgera närmare 10 000 soldater.